# Süßes Gift – Hilfe als Geschäft
Süßes Gift – Hilfe als Geschäft ist ein deutscher Dokumentarfilm aus dem Jahr 2012. Der Film zeigt die Umsetzung und Auswirkungen von drei Entwicklungsprojekten aus den 1980er Jahren in Afrika sowie deren Profiteure und Verlierer aus heutiger Sicht.
- Ein norwegisches Entwicklungshilfeprojekt unter Führung der NORAD, zum Aufbau einer fischverarbeitenden Industrie in Kenia, Turkanaland.
- Das Manantali Staudamm-Projekt in Mali.
- Aufbau einer Baumwoll-Industrie in Tansania.

## Festivals
- Filmfest Hamburg 2012
- Festival International de Programmes Audiovisuels (FIPA) Biarriz 2013
- Internationales Film Festival Innsbruck 2013

## Rezensionen
- https://www.zeit.de/kultur/film/2012-10/film-suesses-gift-rezension

## Filmförderung
- Film- und Medienstiftung NRW
- Filmförderung Hamburg Schleswig-Holstein
- Deutscher Filmförderfonds
- Media Development